# Villa Olinda
Villa Olinda og Villa Lola (til personalet) ligger ved Sønderhav/Kollund. Villaerne blev stillet til rådighed for Werner Best i efteråret 1944 af den danske regering. Werner Best boede til daglig i Rydhave i Charlottenlund.